# Steve Phillips
Steve Phillips (18 de febrero de 1948, Londres, Inglaterra, Reino Unido) es un músico inglés, intérprete de blues, swing y country. Principalmente conocido por ser parte del grupo Notting Hillbillies junto al cantante del grupo Dire Straits, Mark Knopfler, y Brendan Crocker.

## Biografía

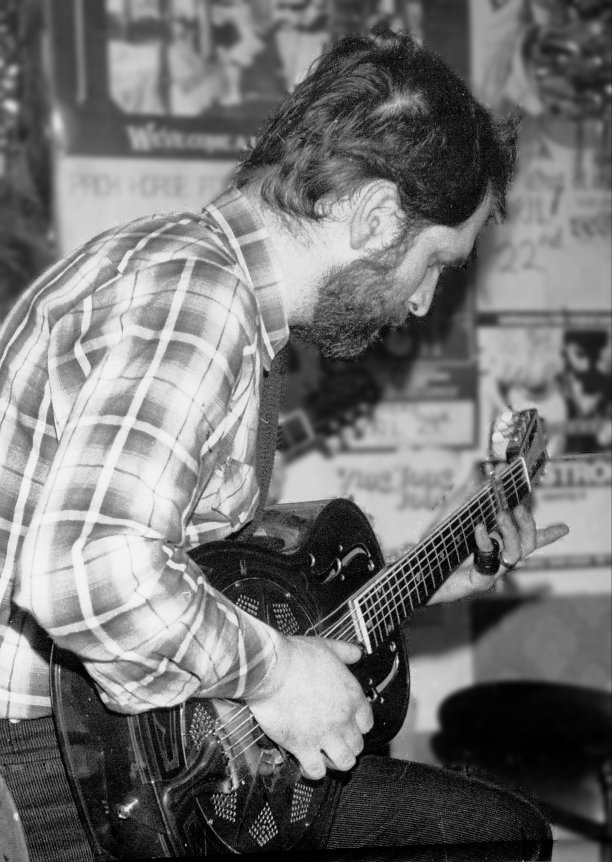
Steve Phillips en 1978

Nacido en Londres de padres artistas; su padre era escultor y su madre era pintora. A los 13 años, Steve aprendió a tocar la guitarra y comenzó a interpretar música en los locales de Leeds. En 1965, con 17 años, formó el grupo Easy Mr Steve’s Bootleggers; donde Steve tocaba el piano. Llegaron a grabar una maqueta, que no vería la luz hasta 1996 y se separaron en 1967.
En 1968, tras comprar su primera guitarra National de resonancia metálica, interpretaba su música en solitario en los bares. Fue entonces cuando un periodista del The Yorkshire Evening Post, Mark Knopfler, vino a hacerle una entrevista. Rápidamente se hicieron amigos y comenzaron a tocar juntos. Se hacían llamar The Duolian String Pickers y tocaban en distintos pubs. Finalmente, en 1973, Mark dejó Leeds y se fue a Londres para formar parte del grupo Brewer's Droop y después formar Dire Straits, con los que alcanzaría definitivamente la fama.
A mediados de los 70, Steve Phillips conoció a Brendan Crocker con el que abrió un bar, The Parkhorse, donde interpretaban su música. Paralelamente al mundo de la música, Steve dedicaba también el tiempo a su otra pasión: la pintura. Finalmente, en los 80, Steve consiguió publicar su primer álbum, titulado irónicamente The Best Of Steve Phillips.
Mark Knopfler, ya famoso gracias a su banda, Dire Straits, le propuso producir su segundo álbum. Sin embargo, Steve propuso que Mark, Brendan y él tocaran juntos en un grupo. Eso es lo que dio forma al proyecto de los Notting Hillbillies. Este grupo le dio gran fama y le permitió seguir con sus proyectos en solitario.
Steve continuó publicando álbumes en los 90. La banda que lo acompaña se hace llamar The Rough Diamonds. Sus álbumes no son fáciles de encontrar fuera del Reino Unido; aunque Steve se ha alcanzado la fama de ser un excelente intérprete de blues y ha llevado varias giras por distintos países fuera de su Inglaterra natal. En 1996, publicó el disco Just Pickin' en el que aparecieron distintas maquetas nunca publicadas con Easy Mr Steve’s Bootleggers, Mark Knopfler, Brendan Crocker y otros músicos; cubriendo los años de 1965 a 1981.

## Discografía
- The Best Of Steve Phillips (1987)

- Steel-Rail Blues (1990)

- Missing... Presumed Having A Good Time (1990) [con los Notting Hillbillies]

- Been A Long Time Gone (1995)

- Just Pickin' (1996)

- Every One A Gem (2000)

## Guitarras
Gran coleccionista de guitarras, Steve Phillips emplea una gran variedad de ellas en sus interpretaciones en directo. La famosísima National Style 0 que emplea Mark Knopfler en varias de sus canciones, entre ellas, la célebre Romeo & Juliet y que pasaría a ser el emplema de Dire Straits tras aparecer en la portada del álbum Brothers In Arms, fue vendida por Steve a Mark a comienzos de los 70. A continuación, una lista con las guitarras que Steve utiliza en la actualidad:
Guitarras acústicas y clásicas:
- Gibson L4 (1924)
- Martin 00018 (1931)
- Martin 0016C (1964)
- N.S. Phillips 12 STRING (1977)
- N.S. Phillips 6 string (1986)
- Ralph Bown 12 String (1999)

Guitarras eléctricas:
- National lap steel (1936): guitarra para interpretar sobre las rodillas, especialmente, música hawaiana.
- Gibson L-50 (1937)
- Gibson ES100 (1938)
- Beltona electric resonator (1992)
- Phillips-johnson resonator (2002)